# Nút giao thông Daewang–Pangyo
Nút giao thông Daewang–Pangyo (Tiếng Hàn: 대왕판교 나들목, 대왕판교IC) còn được gọi là Daewang–Pangyo IC là điểm giao cắt số 48 của Đường cao tốc Gyeongbu ở Geumto-dong, Sujeong-gu, Seongnam-si, Gyeonggi-do. Nó được mở như một nút giao thông tạm thời vào ngày 11 tháng 6 năm 2008 để giảm bớt tắc nghẽn giao thông do dự án cải thiện nút giao thông Pangyo bắt đầu vào năm 2006. Vào thời điểm đó, tên là Nút giao thông Pangyo-Imsi và dự án cải thiện nút giao thông Pangyo đã được hoàn thành vào năm 2010. Dự kiến nó sẽ đóng cửa ngay sau khi hoàn thành, nhưng nó đã được chuyển đổi thành nút giao thông chính thức vào năm 2011 và đổi thành Nút giao thông Daewang–Pangyo hiện tại.

## Lịch sử
- 11 tháng 6 năm 2008: Hoạt động kinh doanh bắt đầu với tên gọi Nút giao thông Pangyo-Imsi với việc khai trương nút giao thông tạm thời.
- Năm 2011: Đổi thành Nút giao thông Daewang–Pangyo và chuyển đổi thành nút giao thông chính thức.

## Thông tin cấu trúc
Là đường dốc trực tiếp, chỉ có thể đi vào từ hướng Busan và hướng Seoul và các phương tiện có chiều cao trên 2,5m không được phép ra vào. Ngoài ra, có những khoảng thời gian nhất định để sử dụng nút giao (6 giờ sáng đến 10 giờ tối). Năm 2015, hệ thống thu phí tự động đã được triển khai trong trạm thu phí. Một phần của công trình đi qua suối Geumtocheon.
- Vị trí: Geumto-dong, Sujeong-gu, Seongnam-si, Gyeonggi-do
- Văn phòng kinh doanh: 52 Dallaenae-ro, Sujeong-gu, Seongnam-si, Gyeonggi-do (Geumto-dong)

## Lối vào nút giao thông
- Dallaenae-ro

- Kết nối gián tiếp: Tỉnh lộ 23 (Sử dụng Daewangpangyo-ro và Geumto-dong Samgeori)